# 丁醇
丁醇为含有四个碳原子的饱和醇类， 其分子式是C4H9OH，从直链伯醇到支链叔醇，是与羟基连接的丁基或异丁基（有时表示为BuOH，n-BuOH和i-BuOH）。丁醇存在有五种异构结构（四种结构异构体，一种有立体异构），它们是正丁醇，仲丁醇的2种(R)(S)-立体异构体，异丁醇，和叔丁醇。 丁醇主要用作溶剂，化学合成中的中间体，和丁醇燃料。 从生物来源生产的被称为生質丁醇(biobutanol)，而从石油来源生产被称为石油丁醇(petrobutanol)，这两个名称指的是相同的物质，但突出了不同的來源。

## 异构体
未改性的术语丁醇通常是指在末端碳上具有醇官能团的直链异构体，其也称为正丁醇或1-丁醇。 在内部碳上具有醇的直链异构体是仲丁醇或稱2-丁醇；在末端碳上具有醇的支化异构体是异丁醇或稱2-甲基-1-丙醇；在内部碳上具有醇的支化异构体是叔丁醇或稱2-甲基-2-丙醇。
- 正丁醇（n-丁醇；1-丁醇），常直接称为“丁醇”
- 异丁醇（iso-丁醇；2-甲基-1-丙醇）
- 仲丁醇（sec-丁醇；2-丁醇）
- 叔丁醇（tert-丁醇；2-甲基-2-丙醇）

| 結構式 |         |        |         |        |
| 名稱   | 正丁醇  | 异丁醇 | 仲丁醇  | 叔丁醇 |
| 熔點   | -89.5℃  | -108℃  | -114.7℃ | 25.69℃ |
| 沸點   | 117.73℃ | 108℃   | 99℃     | 82.4℃  |

由於各異構體的差異，因此它們的溶點及沸點會稍有差異，叔丁醇的熔點25.69℃，是唯一在室溫下為固態的丁醇。在水溶性方面，丁醇比乙醇低，但比戊醇、己醇等更長碳原子鏈的醇高。叔丁醇的水溶性是四種异构体中最高的，且只有其可與水互溶。
丁醇與不少醇一樣均帶有毒性。丁醇主要用作化學溶劑或燃料。